# Folkets park

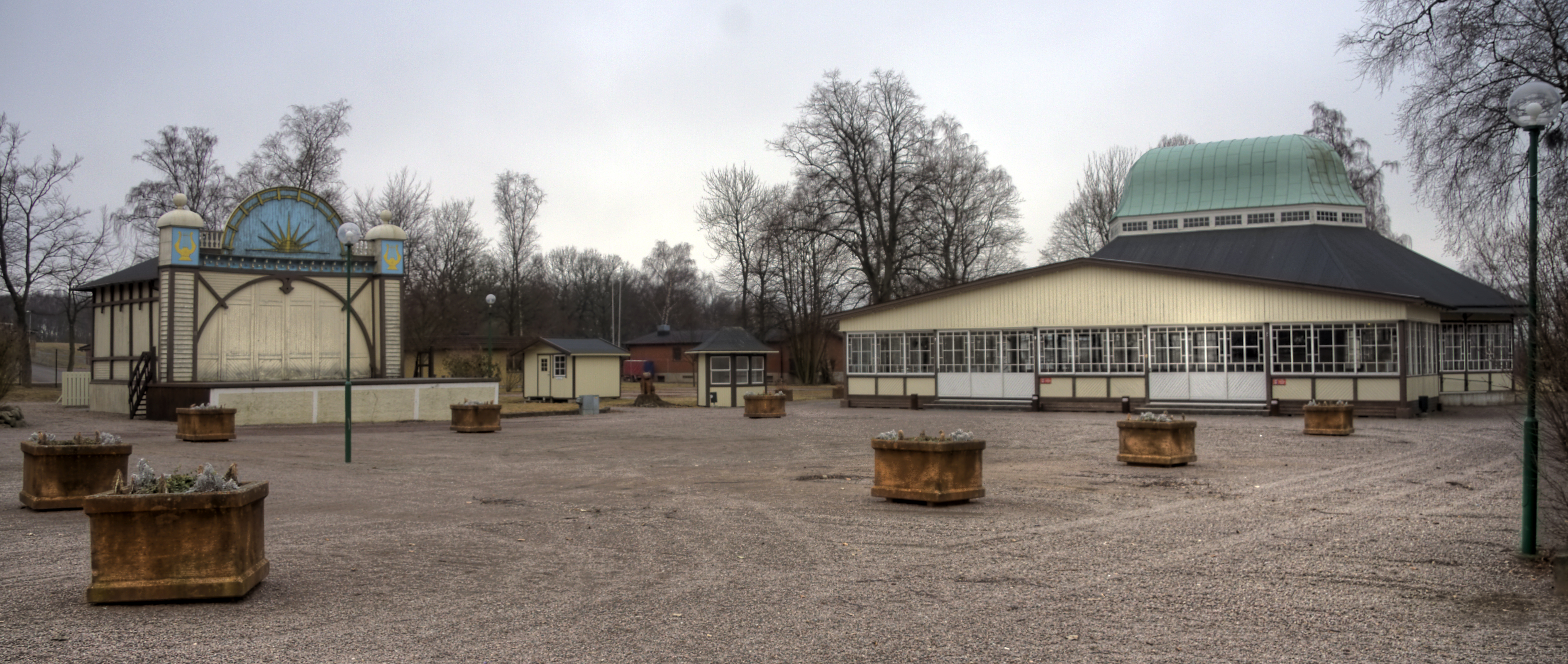
Folkets park i Billesholm.

Folkets park, eller folkpark är en form av privat park, som började inrättas av eller för arbetarorganisationer i slutet av 1800-talet som samlingspunkter och nöjesinrättningar med dans och förströelser. 

## Folkparker i urval
- Folkets park, Boxholm
- Folkets park, Huskvarna
- Folkets park, Hultsfred
- Folkets park, Jönköping
- Folkets park, Kalmar
- Folkets park, Karlskoga
- Folkets park, Kolsnäs
- Folkets Park i Kävlinge
- Folkets park, Köpenhamn
- Folkets park, Linköping – park i Gottfridsberg, Linköping
- Folkparken, Lund
- Folkets park, Malmö – på Möllevången i Malmö
- Folkets park, Motala
- Folkets park, Norrköping
- Folkets park, Nyköping – en park i Brandkärr, Nyköping
- Folkets park, Oskarshamn
- Folkets park i Skurup
- Folkets park, Storön – en park i Storön, Härjedalen
- Krokbornsparken – en park utanför Hällefors
- Pilaboparken – en park i Smålands Anneberg